# Dali Jazi

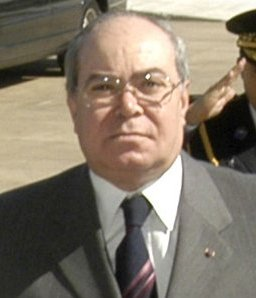
Dali Jazi (2004)

Dali Jazi  (arabisch الدالي الجازي, DMG ad-Dālī al-Ǧāzī; * 7. Dezember 1942 in Nabeul, Tunesien; † 9. März 2007 in Tunis) war ein tunesischer Jurist, Hochschullehrer und Politiker der Neo-Destur-Partei (Néo-Destour), der Bewegung Sozialistischer Demokraten MDS (Mouvement des démocrates socialistes) sowie zuletzt der Konstitutionellen Demokratischen Sammlung RCD (Rassemblement constitutionnel démocratique), der mehrmals Minister war.

## Leben

### Studium, Rechtsanwalt und Dissident
Dali Jazi begann nach dem Schulbesuch ein Studium der Rechtswissenschaften sowie der Politikwissenschaften an der Universität von Paris und schloss beide Studien 1968 mit einem Lizenziat ab. Er engagierte sich während des Studiums in den 1960er Jahren im Allgemeinen Tunesischen Studentenverband UGET (Union générale des étudiants de Tunisie) und war zudem Mitglied der Neo-Destur-Partei (Néo-Destour), der er 1962 beigetreten war. Nach Abschluss des Studiums war er als Rechtsanwalt tätig und übernahm 1970 eine Tätigkeit als Wissenschaftlicher Assistent an der Fakultät für Rechts-, Politik- und Sozialwissenschaften der Universität Tunis. 1971 trat er aus der Sozialistischen Destur-Partei aus und gehörte neben Ahmed Mestiri zu den maßgeblichen Persönlichkeiten einer liberalen Gruppe, die in einer Erklärung vom 20. März 1976 das Ende des Einparteiensystems und politischen Pluralismus forderte. 1974 wurde er Vizepräsident der Vereinigung junger Rechtsanwälte (Association des Jeunes Avocats). Er war zudem 1977 einer der Mitgründer der Tunesischen Liga für Menschenrechte LTDH (Ligue tunisienne des droits de l’homme) und deren erster Generalsekretär.
Am 10. Juni 1978 gehörte er des Weiteren zu den Mitgründern der Bewegung Sozialistischer Demokraten MDS (Mouvement des démocrates socialistes) und war zwischen 1978 und 1988 deren stellvertretender Generalsekretär für auswärtige Angelegenheiten. Im Juni 1982 erwarb an der Universität Panthéon-Assas einen Doktor des öffentlichen Rechts mit der Arbeit Les Rapports entre l’Etat et le Citoyen dans la Tunisie indépendante, le problème des libertés publiques. Thèse de doctorat d’Etat. 1982 übernahm er zunächst eine Professur an der Fakultät für Rechts- und Politik- und Wirtschaftswissenschaften der Universität Tunis sowie 1987 eine Professur an der Fakultät für Rechts-, Politik- und Sozialwissenschaften der Universität Tunis. 1984 war er einer der Begründer der Internationalen Akademie für Verfassungsrecht (Académie Internationale de Droit Constitutionnel) in Tunis.

### Botschafter, Minister und Präsident des Rechnungshofes

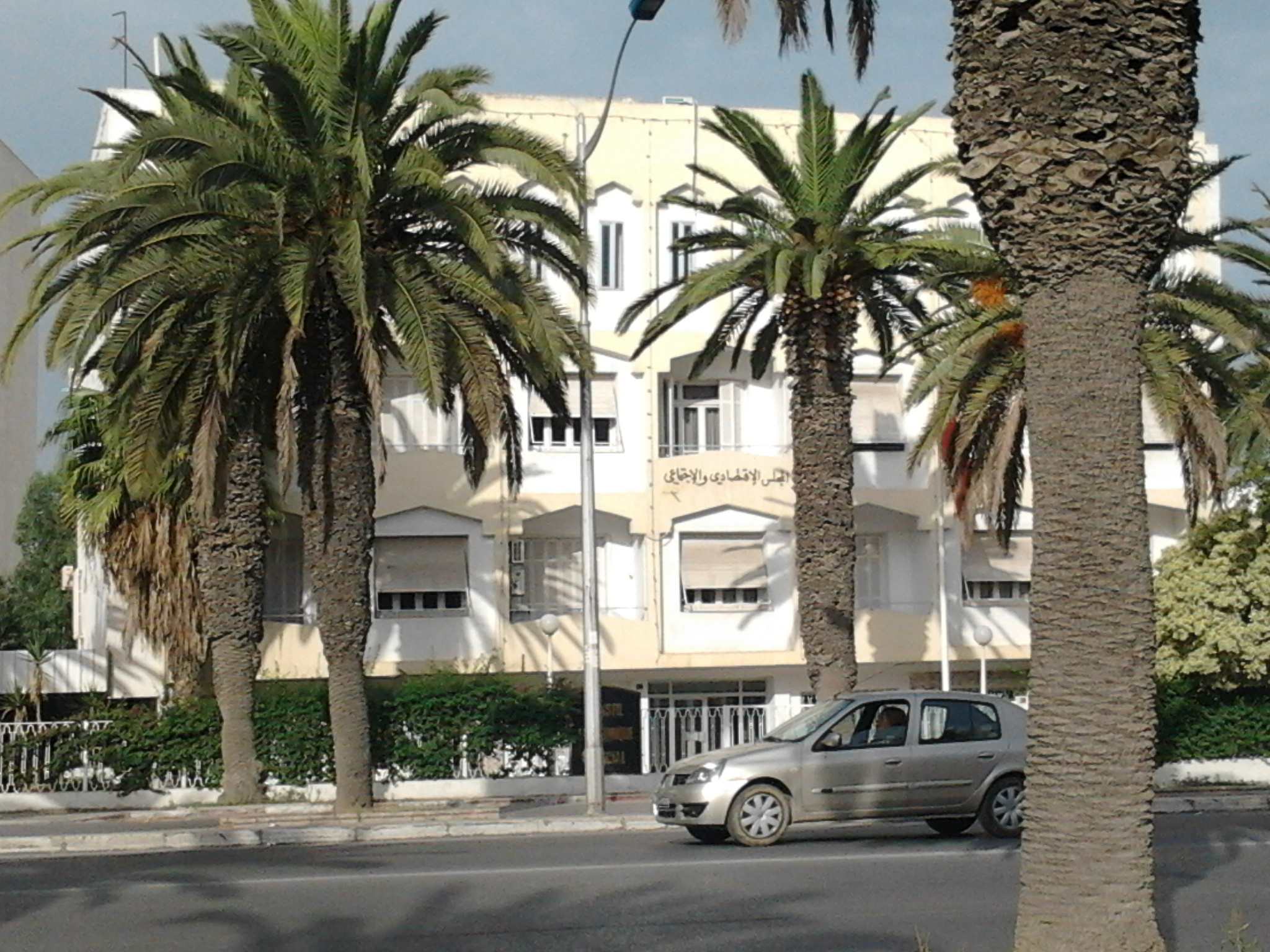
Dali Jazi war zuletzt von 2005 bis zu seinem Tode 2007 Präsident des Wirtschafts- und Sozialrates.

Nachdem Jazi 1988 aus der MDS ausgetreten war, wurde er im November 1988 von Präsidenten der Tunesischen Republik Zine el-Abidine Ben Ali  1988 zum Botschafter in Österreich ernannt und verblieb auf diesem Posten bis April 1989. Zugleich war er von November 1988 bis April 1989 als Botschafter in der Volksrepublik Ungarn sowie als Botschafter bei den Internationalen Organisationen in Wien akkreditiert. Nach seiner Rückkehr wurde er Mitglied der von Präsident Ben Ali am 27. Februar 1988 gegründeten Konstitutionellen Demokratischen Sammlung RCD (Rassemblement constitutionnel démocratique).
In der dritten Regierung von Premierminister Hédi Baccouche übernahm Jazi am 11. April 1989 als Nachfolger von Saâdeddine Zmerli das Amt des Gesundheitsministers (Ministre de la Santé). Das Amt des Gesundheitsministers bekleidete er zwischen dem 27. September 1989 und seiner Ablösung durch Hédi M’henni am 31. Juli 1992 auch im Kabinett von Premierminister Hamed Karoui. Im Anschluss war er zwischen November 1992 und November 1994 Erster Präsident des Rechnungshofes (Cour des comptes) im Range eines Ministers sowie Präsident des Finanzgerichtshofes (Cour de discipline financière). 1993 wurde er Mitglied des Zentralkomitees (ZK) der RCD.
Dali Jazi wurde am 16. November 1994 wieder in die Regierung von Premierminister Hamed Karoui berufen und übernahm in dieser bis zum Ende von Karouis Amtszeit am 17. November 1999 als Nachfolger von Ahmed Friaâ den Posten als Minister für Hochschulbildung (Ministre de l’Enseignement supérieur). In der darauf folgenden Regierung von Premierminister Mohamed Ghannouchi wurde er am 17. November 1999 Beigeordneter Minister beim Premierminister mit der Zuständigkeit für Menschenrechte, Kommunikation und Beziehungen zur Abgeordnetenkammer (Ministre délégué auprès du Premier ministre chargé des droits de l’homme, de la communication et des relations avec la Chambre des députés). Er verblieb in dieser Funktion bis April 2000 und war im Anschluss Berater des Präsidenten der Tunesischen Republik Zine el-Abidine Ben Ali im Range eines Ministers (Ministre-conseiller auprès du Président de la République).
Im Zuge einer Umbildung des Kabinetts von Premierminister Ghannouchi löste Jazi am 23. Januar 2001 Mohamed Jegham als Verteidigungsminister (Ministre de la Défense) ab und verblieb in diesem Amt bis zum 10. November 2004, woraufhin abermals Hédi M’henni seine Nachfolge antrat. Daneben war er zwischen Januar 2001 und November 2004 auch Mitglied des Politbüros des ZK der RCD. Zuletzt wurde er im August 2005 Präsident des Wirtschafts- und Sozialrates (Conseil économique et social) im Range eines Ministers und bekleidete diese Funktion bis zu seinem Tode am 9. März 2007 aufgrund einer Darmkrebserkrankung. Für seine langjährigen Verdienste wurde er von Präsident Ben Ali mit dem Großkreuz des Ordre de la République sowie der Würde eines Großoffoffiziers des Ordre du 7-Novembre ausgezeichnet.

## Veröffentlichungen
- Les origines des parlementaires en Tunisie. Mémoire, DES, Science politique, Paris, 1971.
- Les Rapports entre l’Etat et le Citoyen dans la Tunisie indépendante, le problème des libertés publiques. Thèse de doctorat d’Etat, Université de Paris II, Juni 1982.
- Les droits de l’Homme par les textes en collaboration avec Rafaâ Ben Achour et Slim Laghmani, Tunis, Centre de Publication Universitaire, 2004.